# 德米特里·伊里奇·烏里揚諾夫

德米特里·伊里奇·烏里揚諾夫

德米特里·伊里奇·烏里揚諾夫（俄语：Дми́трий Ильи́ч Улья́нов；1874年8月4日—1943年7月16日），俄罗斯医生和革命家，亚历山大·乌里扬诺夫和列宁的弟弟。就读于莫斯科罗蒙诺索夫国立大学医学部，期间参与革命活动，1897年首次被捕后流放图拉。随着他哥哥列宁的名声增加，他多次被逮。1900年，担任《火星报》记者。次年，他毕业于塔尔图大学医学院。她有1个女儿（奥莉加）和1个私生子（维克托）。